# 澳門聖保祿學校
澳門聖保祿學校（葡萄牙語：Escola São Paulo）於1971年9月落成啟用。已故澳門教區主教保祿 • 戴維理熱衷於教育工作，亦十分關心黑沙環一帶的清貧學生，因而有意為他們興辦一間平民學校。幾經努力，他終於得到當時的致利建築公司經理趙善略先生以平價賣出位於黑沙環的一個貨倉；同時澳葡政府亦撥出一幅相連的土地，作為興建學校之用。落成啟用後，澳門教區交予慈幼會會士余佩麒神父管理。余神父為答謝戴主教對本校所作出的貢獻，將學校定名為「聖保祿學校」。
本校是一間男女同校的非牟利天主教學校，為澳門教區學校九校之一，設有十五年全日制中文正規教育，並納入免費教育網學校。此外，本校是澳門首間全面推行電子化教學的學校，在本校就讀P4-F6的學生會使用平板電腦學習各科。作為一間天主教學校，修身科成為各級必修科目之一。2017年為迎合澳門教區主教之要求，修身科已被宗教及品德與公民科取代。

## 辦學歷史

### 創校初期
1971年，余佩麒神父創校。
1976年，校舍第四層加建完成（現小學部舊教學樓）。
1984年，新翼校舍落成啟用。
1988年，何鴻燊夫人禮堂落成啟用。
1989年，開辦高秉常主教幼稚園。

### 擴建時期
1992年，擴建一幢五層高的科技樓，包括中學部的專科教室；已於2010年拆卸重建。
1994年，興建八角亭韋奇立將軍會議室。
1995年，余佩麒神父以88歲高齡宣佈退休，回到故鄉意大利；校長一職交由同屬慈幼會的孔智剛神父接任。
1996年，隨著中學教育的發展需要，余佩麒神父樓落成啟用，樓高四層，包括校長室、會計部、中學課室及專科教室。
1997年，澳門天主教教區委託道明會接任管理聖保祿學校校務工作，由蘇輝道神父出任校長一職。
1998年，中學部增辦F6年級，由五年制中學改為六年制中學；同年，將高秉常主教幼稚園易名為聖保祿學校幼稚園。
1999年，F4至F6三年的課程實行文、理分科教學；同年，余佩麒神父樓上蓋加建一層課室。

### 發展時期
2000年，開展十五年教育計劃（即「E.S.O.S.計劃」）：賦權學生，開放校園。
2004年，擴大圖書館，分上下兩層。重整舊幼稚園部位於區神父街的外牆；同年，中小幼全數課室安裝投影設備，取代舊有的電視機。
2005年，適逢建校35週年，聖大雅博科學樓落成啟用，樓高五層，與余佩麒神父樓連接，設有中學部專科教室、生物園、校園電台及電視台廣播中心。
2006年，八角亭地面層的大鳥籠拆除，改建為醫療室；同年，重整中小學部位於區神父街的外牆。
2010年，為配合校舍拆卸重建，小學P5至P6年級師生需遷至筷子基社屋旁的臨時校舍上課。
2011年，開始推行電子書教學（即「課室2012計劃」），師生們以平板電腦取代紙質書本，逐步摒棄傳統學校教學模式。新教學模式設有虛擬課室、課堂錄影重溫等功能輔助教學。
2012年，林家駿主教紀念大樓落成啟用，樓高六層，與小學部舊教學樓連接，包括幼稚園和高小課室、專科教室及休憩區，幼稚園部正式撤離舊望廈新邨校舍。
2014年，電子書教學全面推行至P4至F6年級的各個科目，學生毋須再攜帶書本回校上課。
2015年，何鴻燊夫人禮堂重修揭幕；同年，實行為期三年的「教學發展計劃」優化教學。
2016年，適逢建校45週年，學校於校慶日舉行了「聖保祿學校45週年校慶暨忠誠服務嘉許禮」；同年，中學部排球場側的壁畫由F6年級師生共同重新拼製。

### 成熟發展期
2017年，適逢建校46週年，黎鴻昇主教花園進行揭幕儀式；同年，重修劉楊少梅圖書館地面層。
2018年，校長蘇輝道神父領導了本校達二十一年之久，宣佈於17/18年度完結後榮休，校長一職交由同屬道明會的陳信望神父接任。
2019年，中小學部打造3D VR實驗室。
2021年，適逢建校50週年，學校於校慶日舉行了「聖保祿學校50週年校慶暨聖保祿學校校友會就職典禮暨忠誠服務嘉許禮」。
2023年，成立學生成長發展中心，設有不同類型的功能室，如身心放鬆室、宣洩室、VR體驗室及沙盤遊戲室等，以回應學生不同的需要。
2025年，K1至K3、P4至F6各班原有的白板及投影機升級為先進的智慧黑板系統，以提升課堂教學效能；同年，裝修位於中學部聖大雅博科學樓的專科教室。

## 學校象徵

### 校徽
聖保祿學校的校徽主體是由兩個字母 SP、藍色盾牌、紅色十字架、以及一把明亮的火炬所組成，下方則有標誌著本校教育精神的拉丁文“ALERE FLAMMAM”，中文即「點燃火炬」。在十字架兩側的字母 SP 就是取自聖保祿學校之葡文名 ESCOLA SÃO PAULO，在盾牌上之紅色十字架是代表勇氣和服務精神，明亮的火炬則象徵上主之光引領著世人步向正途，而這光芒將傳播至世界每一角落；「點燃火炬」喻意引導及培育學生成為社會棟樑。整體來說，這個校徽意味著由上主之光帶領我們的學生進入一條真誠、堅毅和勤奮的人生道路。

### 歌曲
作詞：麥丹　作曲：吳天福
|  | 明亮火炬照耀四方 聖保祿的光輝 永遠閃着愛德的光芒 聖保祿的兒女 純真活潑歡樂健康 歡樂健康 孕育在愛的大家庭 修德勤學愛運動 像樹木般成長茁壯 像花朵般吐艷芬芳 我們是父母快樂的泉源 我們是社會未來的希望 將願成為新世界的酵母 增長人類公義 博愛平安 |

## 歷任校長及副校長

### 校長
| 任次 | 名稱                                               | 任期        | 備註                                                    |
| ---- | -------------------------------------------------- | ----------- | ------------------------------------------------------- |
| 1    | 余佩麒神父（1907-2004） Fr. Tiberi Ercole, SDB     | 1971-1995年 | 創校人，首任校長 2004/04/04 21:30安逝羅馬，享年97歲。   |
| 2    | 孔智剛神父，OME Fr. Francis Hung Chi-kong, SDB     | 1995-1997年 | 第二任校長，同時為首任華人校長                          |
| 3    | 蘇輝道神父，OME Fr. Alejandro Salcedo Garcia, O.P. | 1997-2018年 | 第三任校長，學校由道明會接管 2018年榮休                 |
| 4    | 陳信望神父 Fr. Athanasius Chan, O.P.               | 2018年-現今 | 第四任校長 前任校牧，曾兼教F6級修身科（現易名為宗教科） |

### 副校長
| 學部   | 名稱                                   | 任期        | 備註 |
| ------ | -------------------------------------- | ----------- | --- |
| 幼稚園 | 鍾妙儀老師 Ms. Rowena, CHONG MIO I     | 1976-現今   | 在校服務達48年 |
| 小學部 | 許麗眉老師 Ms. HOI LAI MEI             | 1979-2016年 | 第一任小學部副校長 在校服務達37年                                                                                      |
| 小學部 | 劉少華老師 Ms. Irene, LAO SIO WA       | 2016-2022年 | 曾任訓導老師和訓導主任，兼教小學修身科（現易名為宗教科） 2016年晉升為小學部副校長 2022年獲澳門教區委任為聖德蘭學校校長 |
| 中學部 | 彭碧欣老師 Ms. Sapiencia, PANG PEK IAN | 1995-現今   | 現為全校性，負責管理及推廣學校宗教事務                                                                                 |

## 管理架構
| 職位                                           | 姓名                                   | 職位                     | 姓名                                   |
| ---------------------------------------------- | -------------------------------------- | ------------------------ | -------------------------------------- |
| 校監 Supervisor                                | 李斌生主教 Bishop Stephen Lee Bun-sang | 中學部 Secondary Section | 楊頴琪代主任 陳艷濃副主任 湯麗英副主任 |
| 校長 Principal                                 | 陳信望神父 Fr. Athanasius Chan         | 小學部 Primary Section   | 陳少芬代主任 關文倩副主任 朱建航副主任 |
| 總務長 President for General Affairs           | 安敬道神父 Fr. José Angel Lopez Legido | 幼稚園部 Kindergarten    | 鍾妙儀副校長 羅芷茵副主任 鄭寶坤副主任 |
| 校牧關懷主任 Director of Pastoral Care         | 羅樂仁神父 Fr. Lawrence The Reh        |                          |                                        |
| 行政主任 Director of Administration Department | 戴麗勤老師 Ms. Sue, TAI LAI KAN        |                          |                                        |
| 會計主任 Director of Accounting Department     | 朱淑霞老師 Ms. CHU SOK HA              |                          |                                        |
| 課程主任 Director of Curriculum Department     | 黎柏祥老師 Mr. Philip, LAI PAK CHEONG  |                          |                                        |
| 學生事務主任 Director of Student Affairs       | 林秀蘭老師 Ms. Joyce, LAM SAO LAN      |                          |                                        |
| 校長助理 Assistant to Principal                | 朱聰穎老師 Mr. ZHU CONG YING           |                          |                                        |

## 課程及班級設置
本校各年級皆以宗教、國文、英文、數學四科為主科，其餘科目均為輔科。
幼稚園部
- 幼稚園部的課程設有宗教、中文、英文、識數、常識、普通話、音樂、體能、電腦及美勞十個科目。課程目標為培養幼兒在思維、情感及社交方面的能力，同時亦著重他們從生活中尋找知識點，使幼兒在生活中積累知識和提高各種能力。本校幼稚園部採用主題教學來統整幼兒各項的學習領域。
- 本校幼稚園部K1至K3每級設有六班，合共十八班。

小學部
- 小學部的課程設有宗教、國文、英文、數學、常識、普通話、音樂、體育、資訊科技、視覺藝術及品德與公民十一個科目。課程設計重點幫助學生獲得全面、均衡、多元的學習經驗，以促進其全人發展。本校重視小學課程內容的整合性及科目間的相互聯繫，及與幼兒教育階段和初中教育階段課程的銜接。
- 本校小學部P1至P6每級設有六班，合共三十六班。

中學部
- 中學部的課程設有宗教、國文、英文、數學、生物、物理、化學、歷史、地理、會計、自然科學、普通話、音樂、體育、資訊科技、視覺藝術及品德與公民十七個科目。課程設置著重提升學生在判斷及解決難題的能力，鼓勵他們衝破自己的極限，建立自信心及正確的價值觀。不僅有助學生適應海內外的大學，同時亦鞭策學生追求更卓越的成就。
- 本校中學部F1至F6每級設有六班，合共三十六班。

## 學年主題
- 2005/2006「自我探索，邁向成功」
- 2006/2007「人間有情」
- 2009/2010「功到自然成」
- 2010/2011「超越夢想，力所能及」
- 2011/2012「傳承過去，開創未來」
- 2012/2013「為學有伴，相得益彰」
- 2013/2014「今天學習，明天成就」
- 2015/2016「改變促發展，創新鑄輝煌」
- 2016/2017「超越自我，邁步向前」
- 2020/2021「開放自己，作出放變」
- 2021/2022「愛主愛人，服務他人」
- 2022/2023「敬主愛人，力行仁愛」
- 2023/2024「常懷喜樂，傳揚福音」
- 2024/2025「燃起愛火，締造和平」

## 校舍及其設施
校舍共有七座，其中包括四座主教學樓。
舊教學樓
- 課程部及課程主任室
- 教務處及小學主任室
- 小學教員室
- 校隊統籌處
- 學生會辦事處
- 工友室
- 低小課室
- 音樂室
- 舞蹈室
- 資源教室
- 401多功能室
- 視覺藝術室
- 陶藝室
- 印務室
- 電腦室
- 五樓平台休憩區
- 學生及教員洗手間

林家駿主教紀念大樓
- 學校正門及接待處
- 學校博物館
- Fra Angelico展藝廊
- 幼稚園部教務處及副校長室
- 幼稚園教員室
- 教學科技部
- 學生成長發展中心
- 幼稚園課室及高小課室
- 美勞室
- 唱遊室
- 音樂室
- 電腦室
- 遊戲互動室
- 自然科學室
- 小賣部
- 聖堂
- 飯堂
- 傳達室
- 停車場
- 幼稚園操場及戶外休憩區
- 黎鴻昇主教花園
- 有蓋操場及露天操場
- 學生及教員洗手間

余佩麒神父樓
- 校長室及總教務處
- 總務長室及會計部
- 中學教員室
- 教學科技部
- 工友室
- 中學課室
- 小賣部
- 傳達室
- 有蓋操場及露天操場
- 排球場
- 學生及教員洗手間

聖大雅博科學樓
- 教務處及中學主任室
- 中學教員室
- 升學輔導室
- 會議室
- F1C、F4A及F5ABC課室(原設計室、歷史室、地理室及電腦室)
- 美勞室
- 電腦室
- 音樂室
- 物理室
- 生化實驗室
- 校園電視台製作室
- 會客室
- 生物園
- 學生洗手間

八角亭
- 地面層醫療室
- 三樓韋奇立將軍會議室

劉楊少梅圖書館
- 地面層館外設有升旗台
- 地面層為小幼圖書館
- 上層為中學部圖書館
- 洗手間

何鴻燊夫人禮堂
- 地下層健身室
- 地面層及閣樓為禮堂
- 頂樓中樂室及西樂室
- 頂樓幼稚園電腦室
- 洗手間

科技樓(已拆卸重建，即林家駿主教紀念大樓前身)
科技樓原為中學特別室大樓，2005年落成聖大雅博科學樓後遷離，後交由小學部用；2007年起因幼稚園部逐漸擴班，小學舊教學大樓課室不敷應用，故逐漸將原有實驗室改建為小六課室。
- 地面層小學飯堂
- 一樓小學飯堂及校隊統籌處與學生會辦公室
- 二樓中學飯堂及音樂室(後改為小六課室)
- 三樓自然科學室(原中學生化室)
- 四樓中樂室(原中學物理室，後再改為兩間小六課室)
- 五樓小六課室
- 洗手間

## 學校活動及慶典
聖保祿學校是一所傳統的天主教教育機構，學校於每學年都會舉行一些慶典及其他教學活動，重點活動如下：
- 校內彌撒（如開學、追思、感恩祭等）
- 聖誕聯歡
- 校慶
- 才藝表演
- 校運會（運動競技日）
- 樂善日
- 聖道明日

19/20至22/23年度為配合特區政府及教青局相關防疫指引，部分大型活動會取消或以其他方式進行。

## 體育
學校注重培養及激發學生對運動的興趣，促進學生全面發展。2019年，聖保祿學校包攬澳門學界手球A組男女金牌，創造校隊團體球項首冠歷史。2022年，捧起校隊史上首座學界曲棍球冠軍；同年，手球隊奪得學界女子A組手球比賽冠軍。成功衛冕，取得三連冠。

## 校友
演藝界
- 李家富：加士音樂創作總監。
- 蘇耀光：澳門歌手和音樂製作人、澳門演藝人協會理事長、澳門音樂產業協會會長。
- 陳慧敏：澳門歌手，澳門演藝人協會副會長。
- 陳美芝：澳門歌手。
- 沙貝兒：澳門歡樂馬介休成員。

教育界
- 戴麗勤：現任聖保祿學校行政主任，任教中學英文科。
- 劉少華：現任聖德蘭學校校長，曾任聖保祿學校小學部副校長及訓導主任。
- 黃宇棋：澳門大學教育學院高級講師，曾任教聖保祿學校中學體育科。

傳媒界
- 高比樂：澳廣視新聞記者。

其他界別
- 歐陽湘：澳門檢察院檢察官，現任澳門廉政公署廉政專員，前任廉政公署助理專員。
- 周永豪：澳門中華新青年協會會長，澳門特別行政區行政會第五屆委員。

## 事件及爭議

### 校園欺凌不作為
2019年，司警揭發有兩間北區學校的學生涉校園欺凌。 知情人士向記者透露，其中一間涉事的學校是聖保祿學校，作出欺凌行為的兩位學生已不是首次欺負同學。 知情人士認為，事件本應可避免發生，而學校的不作為，令欺凌的情況惡化。記者曾向聖保祿學校查詢，校方表示不會回應。

### 參與捐款興建的學校遭中國當局國有化
中國當局接管由澳門學校發起的非政府組織所興建的4所學校。這4所學校在2006年至2010年間興建，位處雲南紅河哈尼族彝族自治州、鄰近中越邊界的遍遠村落。這幾間學校在過去超過的十年裡，一直由聖保祿學校和聖家學校出資援助。2016年底，人大常委會通過《非政府組織境內活動管理法》，使慈善機構、企業組織和外國組織的活動受公安機關直接監管。賦予公安機關權力在「任何時候」向境外非政府組織代表問話。其後項目的多位負責人亦遇上這一情況，而且問話的次數越來越頻繁。到2018年中，雲南當局接掌了這4所學校和長坡腳一個社區水庫的管理，這些設施均由澳門捐款所籌建的。